# Аккудук (Карабалицький район)
Аккуду́к (каз. Аққұдық) — село у складі Карабалицького району Костанайської області Казахстану. Входить до складу Новотроїцького сільського округу.
Населення — 95 осіб (2021; 163 у 2009, 229 у 1999, 248 у 1989).